# Sumampa
Sumampa is een plaats in het Argentijnse bestuurlijke gebied Quebrachos in de provincie Santiago del Estero. De plaats telt 4.812 inwoners.